# Oisín McConville
Oisín McConville (Iers: Oisín Mac Conmhaoil, Crossmaglen, County Armagh, 13 oktober 1975) is een Iers speler van het Gaelic football.
McConville begon met het spelen van Gaelic football bij de plaatselijke club, Crossmaglen Rangers.
Hij won met zijn club dertien Armagh-titels (2008, 2007, 2006, 2005, 2004, 2003, 2002, 2001, 2000, 1999, 1998, 1997, 1996), zeven Ulster Senior Club Football Championships (1996, 1998, 1999, 2004, 2006, 2007, 2008) en vier All-Ireland Senior Club-titels (2007, 2000, 1999, 1997).

Naast spelen voor zijn school werd McConville ook steeds geselecteerd voor de county-teams in Armagh en hij wist nationale titels te behalen op onder-14, onder-16, Minor League, Minor Championship en onder-21 Championship (2x) niveau.
Op 19-jarige leeftijd werd hij geselecteerd voor het seniorfootball. Hij won naast bovengenoemde titels ook een All-Ireland-medaille (de eerste voor County Armagh), een National League-titel (ook de eerste ooit voor Armagh) en twee All-Stars.